# Michael Reichel
Michael Reichel (* 24. September 1960 in Düsseldorf) ist ein deutscher Klassischer Philologe (Gräzist).
Reichel studierte von 1979 bis 1985 Klassische Philologie und Vergleichende Sprachwissenschaft an den Universitäten zu Freiburg und Oxford. Von 1985 an war er Wissenschaftlicher Mitarbeiter in Freiburg. 1990 wurde er mit der Dissertation Fernbeziehungen in der Ilias bei Wolfgang Kullmann promoviert und zum Hochschulassistenten ernannt. Neben seiner Dozententätigkeit arbeitete er am interdisziplinären Sonderforschungsbereich Übergänge und Spannungsfelder zwischen Mündlichkeit und Schriftlichkeit mit. Von 1992 bis 1993 war er Habilitationsstipendiat der Deutschen Forschungsgemeinschaft. Seine Habilitation erreichte er 1996 mit der Schrift Xenophons Kyrupädie und die Entstehung fiktionaler Prosa. Von 1997 bis 1999 vertrat er als Privatdozent verschiedene latinistische und gräzistische Professuren, ehe 1999 als C4-Professor für Klassische Philologie (besonders Gräzistik) als Nachfolger von Bernhard Zimmermann an die Universität Düsseldorf berufen wurde.
Reichels Anliegen ist die Verankerung interdisziplinärer Arbeitsweisen in der Klassischen Philologie, sowohl mit den Kulturwissenschaften als auch mit allen anderen Humanwissenschaften (einschließlich Psychologie, Kulturanthropologie und Soziobiologie). Zu seinen wichtigsten Forschungsgebieten zählt das griechische Epos (besonders Homer), Xenophon, die antike Autobiografie und das antike Drama.

## Schriften (Auswahl)
- Fernbeziehungen in der Ilias. Tübingen 1994. ISBN 3-8233-4277-0

Herausgeberschaft
- mit Wolfgang Kullmann: Der Übergang von der Mündlichkeit zur Literatur bei den Griechen. Tübingen 1990. ISBN 3-8233-4479-X
- mit Antonios Rengakos: Epea pteroenta: Beiträge zur Homerforschung. Festschrift für Wolfgang Kullmann zum 75. Geburtstag. Stuttgart 2002. ISBN 3-515-07980-7
- Antike Autobiographien: Werke – Epochen – Gattungen. Köln/Weimar/Wien 2005. ISBN 3-412-10505-8